# Katherine Langford
Katherine Langford   (Perth, 29 d'abril de 1996) és una actriu australiana coneguda per interpretar a Hannah Baker en la sèrie estatunidenca de Netflix 13 Reasons Why.
Va començar els seus estudis d'actuació després de graduar-se de Perth Modern School, on era una nedadora reconeguda nacionalment. 13 Reasons Why és el seu primer paper important. Amb anterioritat a aquest, va aparèixer en el curtmetratge Filla que va debutar el 2016 en el Festival de cinema de Cannes.
Langford va ser triada com a protagonista de 13 Reasons Why (TH1RTEEN R3ASONS WHY) després que el projecte d'una pel·lícula es transformés, gràcies a Netflix, en una sèrie de televisió. La protagonista original seria l'actriu i cantant Selena Gómez, però Gómez va decidir participar de la sèrie com a productora executiva.

## Filmografia

### Pel·lícula
| Any  | Títol             | Paper              | Notes             |
| ---- | ----------------- | ------------------ | ----------------- |
| 2018 | The Misguided     | Vesna              |                   |
| 2018 | Love, Simon       | Leah Burke         |                   |
| 2019 | Avengers: Endgame | Vella Morgan Stark | Escena descartada |
| 2019 | Knives Out        | Meg Cogombret      |                   |
| 2020 | Spontaneous       | Mara Carlyle       | Postproducció     |

### Televisió
| Any       | Títol              | Paper          | Notes                             |
| --------- | ------------------ | -------------- | --------------------------------- |
| 2017–2018 | 13 Reasons Why     | Hannah Baker   | Paper principal (temporades 1–2)  |
| 2018      | Robot Chicken      | Steffy (veu)   | Episodi: "No Wait, He Has a Cane" |
| 2019      | RuPaul's Drag Race | D'ella mateixa | Dragracadabra                     |
| 2020      | Cursed             | Nimue          | Sèrie de televisió per estrenar   |